# Sphegina elongata
Sphegina elongata är en tvåvingeart som beskrevs av Tokuichi Shiraki och Edashige 1953. Sphegina elongata ingår i släktet midjeblomflugor, och familjen blomflugor. Inga underarter finns listade i Catalogue of Life.